# Divock Origi
Divock Origi (n. 18 aprilie 1995, Oostende, Flandra, Belgia) este un fotbalist belgian, care joacă pe post de atacant la Milan în Serie A. Pe plan internațional, are prezențe la națională pentru Belgia U17⁠(d), Belgia U19⁠(d), Belgia U21⁠(d), Belgia, Belgia U16⁠(d) și Belgia U15⁠(d).

## Biografie
Origi s-a născut în Ostend, în Belgia, dar are naționalitate kenyană din partea tatălui său, fostul fotbalist Mike Origi. A făcut parte din lotul de jucători chemați să joace cu echipa națională belgiană Campionatul Mondial de Fotbal 2014. 

## Carieră

### KRC Genk
A început să joace la secțiile de juniori ale clubului belgian Racing Genk, echipa cu care tatăl său Mike devenise campion. A evoluat la Genk până în 2009, când a fost achiziționat de Lille.

### Lille O. S. C.
S-a mutat în Franța în 2010 pentru a juca la LOSC Lille cu care a semnat primul său contract de jucător profesionist. 

### Liverpool F. C.
În perioada de transferuri de vară din 2014, la 29 iunie, a fost cumpărat de Liverpool FC, pentru 12 milioane de euro, dar a fost împrumutat înapoi la LOSC Lille. După două sezoane la Liverpool în care a jucat rar, a fost împrumutat la VfL Wolfsburg în sezonul din 2017-18.
La 1 iunie 2019, a înscris cel de-al doilea gol al finalei Ligii Campionilor din 2018/19 împotriva lui Tottenham Hotspur (2-0), în minutul 87, câștigând astfel primul său titlu internațional.
În iunie 2022, s-a despărțit de Liverpool, refuzând prelungirea contractului cu echipa engleză.

## Statistici
La 1 iunie 2019.
| Club                 | Sezon        | Campionat      | Campionat | Campionat | Cupă | Cupă | Cupa Ligii | Cupa Ligii | Europa | Europa | Total | Total |
| Club                 | Sezon        | Divizie        | M         | G         | M    | G    | M          | G          | M      | G      | M     | G     |
| -------------------- | ------------ | -------------- | --------- | --------- | ---- | ---- | ---------- | ---------- | ------ | ------ | ----- | ----- |
| Lille B              | 2012–13      | CFA            | 11        | 2         | —    | —    | —          | —          | —      | —      | 11    | 2     |
| Lille B              | Total        | Total          | 11        | 2         | 0    | 0    | 0          | 0          | 0      | 0      | 11    | 2     |
| Lille                | 2012–13      | Ligue 1        | 10        | 1         | 0    | 0    | 0          | 0          | 0      | 0      | 10    | 1     |
| Lille                | 2013–14      | Ligue 1        | 30        | 5         | 4    | 1    | 1          | 0          | —      | —      | 35    | 6     |
| Lille                | 2014–15      | Ligue 1        | 33        | 8         | 1    | 0    | 2          | 0          | 8      | 1      | 44    | 9     |
| Lille                | Total        | Total          | 73        | 14        | 5    | 1    | 3          | 0          | 8      | 1      | 89    | 16    |
| Liverpool            | 2015–16      | Premier League | 16        | 5         | 1    | 0    | 4          | 3          | 12     | 2      | 33    | 10    |
| Liverpool            | 2016–17      | Premier League | 34        | 7         | 3    | 1    | 6          | 3          | —      | —      | 43    | 11    |
| Liverpool            | 2017–18      | Premier League | 1         | 0         | 0    | 0    | 0          | 0          | 0      | 0      | 1     | 0     |
| Liverpool            | 2018–19      | Premier League | 11        | 3         | 1    | 1    | 0          | 0          | 8      | 3      | 20    | 7     |
| Liverpool            | Total        | Total          | 62        | 15        | 5    | 2    | 10         | 6          | 20     | 5      | 97    | 28    |
| Wolfsburg (împrumut) | 2017–18      | Bundesliga     | 31        | 6         | 3    | 0    | —          | —          | 0      | 0      | 34    | 6     |
| Career total         | Career total | Career total   | 177       | 37        | 13   | 3    | 13         | 6          | 28     | 6      | 231   | 52    |

1. ↑  Trei apariții în Champions League, cinci apariții și un gol în Europa League
2. ↑  Apariții în Europa League
3. ↑  Apariție în Champions League